# Charles Rogier
Charles Rogier (Saint-Quentin, 17 d'agost del 1800 - Sint-Joost-ten-Node, 27 de maig del 1885) va ser un dels fundadors de l'estat belga. Era un francès emigrat a Lieja que va participar en la Revolució belga i que després va ser diverses vegades primer ministre.

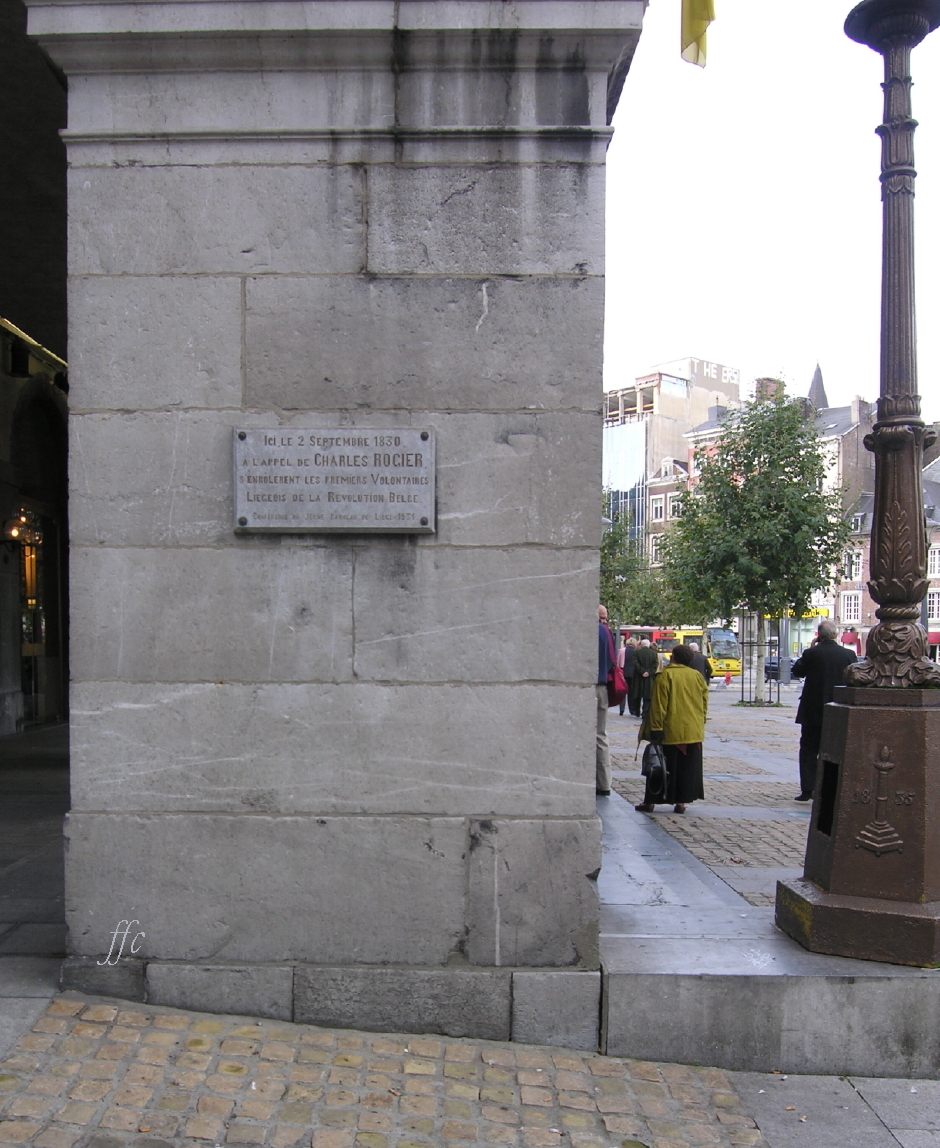
Placa commemorativa a l'òpera de Lieja

El 2 de setembre 1830, va aplegar els revolucionaris de Lieja a l'entrada de l'òpera de la mateixa ciutat abans de partir a l'ajuda dels seus corevolucionaris a Brussel·les.

Defensava l'estat monolingüe. El 1832 hauria escrit al ministre de justícia belga Jean-Joseph Raikem: 
| « | ""Les premiers principes d'une bonne administration sont basés sur l'emploi exclusif d'une seule langue et il est évident que la seule langue des Belges doit être le français. Pour arriver à ce résultat, il est nécessaire que toutes les fonctions, civiles et militaires, soient confiées à des Wallons et des Luxembourgeois; de cette manière, les Flamands, privés temporairement des avantages attachés à ces emplois, seront contraints d'apprendre le français et l'on détruira ainsi peu à peu l'élément germanique en Belgique." | » |

| « | Traducció: "La utilització de una única llengua és el primer principi d'una bona administració. És evident que l'única llengua dels belgues ha de ser el francès. Per a arribar a aquest resultat, cal que totes les funcions civils i militars es confiïn als valons i als luxemburguesos. Així, els flamencs, privats dels avantatges d'aquestes càrrecs, hauran d'aprendre el francès. Així es destruirà poc a poc l'element germànic a Bèlgica." | » |